# نووموگیلیوفسکی
نووموگیلیوفسکی (به لاتین: Novomogilyovsky) یک منطقهٔ مسکونی در روسیه است که در آدیغیه واقع شده‌است.